# Stephen McHattie
Stephen McHattie (Antigonish, 3 febbraio 1947) è un attore canadese.

## Biografia
Nato Stephen McHattie Smith, si è laureato all'Accademia americana di arti drammatiche. È apparso in molti film e serie televisive, tra le quali Star Trek: Deep Space Nine, Star Trek: Enterprise, Highlander e X-Files. Ha preso parte, tra gli altri, ai film Beverly Hills Cop III - Un piedipiatti a Beverly Hills III, Secretary, A History of Violence, The Fountain - L'albero della vita, 300, Shoot 'Em Up - Spara o muori! e Watchmen. È anche apparso in Maurice Richard, nella parte del leggendario allenatore Dick Irvin.

## Filmografia parziale

### Cinema
- Il Barone Rosso (Von Richthofen and Brown), regia di Roger Corman (1971)
- Gli avventurieri del pianeta Terra (The Ultimate Warrior), regia di Robert Clouse (1975)
- Salvate il Gray Lady (Gray Lady Down), di David Greene (1978)
- L'assassino della domenica (Tomorrow Never Comes), regia di Peter Collinson (1978)
- I maledetti di Broadway (Bloodhounds of Broadway), regia di Howard Brookner (1989)
- Erik, un uomo in fuga (One Man Out), regia di Michael Kennedy (1989)
- Beverly Hills Cop III - Un piedipiatti a Beverly Hills III (Beverly Hills Cop III), regia di John Landis (1994)
- Secretary, regia di Steven Shainberg (2002)
- L'ultima porta - The Lazarus Child (The Lazarus Child), regia di Graham Theakstone (2004)
- KAW - L'attacco dei corvi imperiali (KAW), regia di Sheldon Wilson (2005)
- A History of Violence, regia di David Cronenberg (2005)
- Maurice Richard, regia di Charles Binamé (2005)
- The Fountain - L'albero della vita (The Fountain), regia di Darren Aronofsky (2006)
- The Covenant, regia di Renny Harlin (2006)
- 300, regia di Zack Snyder (2006)
- Shoot 'Em Up - Spara o muori! (Shoot 'Em Up), regia di Michael Davis (2007)
- Pontypool - Zitto... o muori (Pontypool), regia di Bruce McDonald (2008)
- Watchmen, regia di Zack Snyder (2009)
- Summer's Moon (Summer's Blood), regia di Lee Gordon Demarbre (2009)
- 2012, regia di Roland Emmerich (2009)
- Guida alla morte per principianti (A Beginner's Guide to Endings), regia di Jonathan Sobol (2010)
- Immortals, regia di Tarsem Singh (2011)
- I bambini di Cold Rock (The Tall Man), regia di Pascal Laugier (2012)
- Haunter, regia di Vincenzo Natali (2013)
- The Art of the Steal - L'arte del furto (The Art of the Steal), regia di Jonathan Sobol (2013)
- Pay the Ghost - Il male cammina tra noi (Pay the Ghost), regia di Uli Edel (2015)
- Madre! (Mother!), regia di Darren Aronofsky (2017)
- Awakening the Zodiac, regia di Jonathan Wright (2017)
- Il giustiziere della notte - Death Wish (Death Wish), regia di Eli Roth (2018)
- Il paradiso probabilmente (It Must Be Heaven), regia di Elia Suleiman (2019)
- Come to Daddy, regia di Ant Timpson (2019)
- Trappola infernale (Target Number One), regia di Daniel Roby (2020)
- My Animal, regia di Jacqueline Castel (2023)

### Televisione
- Kojak – serie TV, episodi 2x06-5x09-5x10 (1974-1977)
- Starsky & Hutch – serie TV, episodio 1x12 (1975)
- James Dean, regia di Robert Butler - film TV (1976)
- Guardate cosa è successo al figlio di Rosemary (Look What's Happened to Rosemary's Baby), regia di Sam O'Steen – film TV (1976)
- Colorado (Centennial) – miniserie TV, 11 episodi (1978-1979)
- Highcliffe Manor – serie TV, 6 episodi (1979)
- Lou Grant – serie TV, episodio 3x05 (1979)
- Un giustiziere a New York (The Equalizer) – serie TV, episodio 1x14 (1986)
- Un salto nel buio (Tales from the Darkside) – serie TV, episodio 4x16 (1988)
- Miami Vice – serie TV, episodio 5x09 (1989)
- Ai confini della realtà (The Twilight Zone) – serie TV, episodio 3x26 (1989)
- American Playhouse – serie TV, episodio 8x08 (1989)
- La bella e la bestia (Beauty and the Beast) – serie TV, 7 episodi (1989-1990)
- Law & Order - I due volti della giustizia (Law & Order) – serie TV, episodi 1x15-1x16 (1991)
- Seinfeld – serie TV, 4 episodi (1992)
- In viaggio nel tempo (Quantum Leap) – serie TV, episodio 5x22 (1993)
- Un medico tra gli orsi (Northern Exposure) – serie TV, episodio 5x18 (1994)
- Highlander (Highlander: The Series) – serie TV, episodio 3x01 (1994)
- Fuga dalla Zona 14 (Deadlocked: Escape from Zone 14 ), regia di Graeme Campbell – film TV (1995)
- X-Files (The X-Files) – serie TV, episodi 3x09-3x10 (1995)
- JAG - Avvocati in divisa (JAG) – serie TV, episodio 1x16 (1996)
- Walker Texas Ranger – serie TV, episodi 5x06-7x23-8x01 (1996-1999)
- Star Trek: Deep Space Nine – serie TV, episodio 6x19 (1998)
- Emily of New Moon – serie TV, 43 episodi (1998-2000)
- Cold Squad - Squadra casi archiviati (Cold Squad) – serie TV, 33 episodi (1999-2001)
- Nikita (La Femme Nikita) – serie TV, episodio 4x07 (2000)
- Detective Monk (Monk) – serie TV, episodio 1x05 (2002)
- La stanza dei segreti (Wall of Secrets), regia di Francois Gingras – film TV (2003)
- Star Trek: Enterprise – serie TV, episodio 3x01 (2003)
- 4400 (The 4400) – serie TV, episodio 2x02 (2005)
- Jesse Stone: Caccia al serial killer (Jess Stone: Cold Stone), regia di Robert Harmon – film TV (2005)
- Jesse Stone: Passaggio nella notte (Jesse Stone: Night Passage), regia di Robert Harmon – film TV (2006)
- Sea Change - Delitto perfetto (Jesse Stone: Sea Change), regia di Robert Harmon – film TV (2006)
- I misteri di Murdoch (Murdoch Mysteries) – serie TV, episodi 1x06-2x13 (2008-2009)
- XIII - Il complotto (XIII - The Conspiracy) – miniserie TV, 2 episodi (2008)
- Fringe – serie TV, episodio 2x03 (2009)
- The Listener – serie TV, episodi 1x10-4x09 (2009-2013)
- Happy Town – serie TV, 4 episodi (2010)
- Haven – serie TV, 8 episodi (2010-2011)
- XIII – serie TV, 19 episodi (2011-2012)
- Cracked – serie TV, episodio 2x01 (2013)
- Il caso di Lizzie Borden (Lizzie Borden Took an Ax), regia di Nick Gomez – film TV (2014)
- The Strain – serie TV, 5 episodi (2014-2015)
- Republic of Doyle – serie TV, 1 episodio (2014)
- L'esercito delle 12 scimmie (12 Monkeys) – serie TV, episodio 1x07 (2015)
- The Lizzie Borden Chronicles – miniserie TV, episodi 1x01-1x04 (2015)
- Beauty and the Beast – serie TV, episodio 3x04 (2015)
- Il processo di Tokyo (Tokyo Trial), regia di Rob W. King e Pieter Verhoeff – miniserie TV (2016)
- Orphan Black – serie TV, 7 episodi (2017)

## Doppiatori italiani
Nelle versioni in italiano delle opere in cui ha recitato, Stephen McHattie è stato doppiato da:
- Ennio Coltorti in L'ultima porta - The Lazarus Child, Shoot 'Em Up - Spara o muori!, 2012, Happy Town, I bambini di Cold Rock
- Mario Cordova in Vite a mano armata, La bella e la bestia, Immortals
- Rodolfo Bianchi in In viaggio nel tempo, Cold Squad - Squadra casi archiviati, Trappola infernale
- Michele Gammino in Fringe, Jesse Stone: Caccia al serial killer, October Faction
- Luca Biagini in XIII - Il complotto, XIII, Pay the Ghost - Il male cammina tra noi
- Omero Antonutti in The Fountain - L'albero della vita, 300
- Antonio Palumbo in The Strain, Madre!
- Angelo Nicotra in Starsky & Hutch
- Guido Sagliocca in L'assassino della domenica
- Renato Cortesi in Miami Vice
- Roberto Del Giudice ne I maledetti di Broadway
- Stefano De Sando in Law & Order - I due volti della giustizia
- Massimo Corvo in Beverly Hills Cop III - Un piedipiatti a Beverly Hills III
- Franco Zucca in Fuga dalla Zona 14
- Fabrizio Temperini in X-Files
- Carlo Sabatini in Solar Attack
- Dario De Grassi in Detective Monk
- Sergio Di Stefano in Secretary
- Andrea Lavagnino in KAW - L'attacco dei corvi imperiali
- Pierluigi Astore in Pontypool - Zitto... o muori
- Dario Penne in Watchmen
- Gerolamo Alchieri in Private Eyes
- Luciano De Ambrosis in The Art of the Steal - L'arte del furto
- Oliviero Dinelli ne Il giustiziere della notte - Death Wish
- Mauro Magliozzi in La fiera delle illusioni - Nightmare Alley